# Atelidae
Los atélidos (Atelidae) son una familia de primates platirrinos, una de las 5 familias reconocidas de monos del Nuevo Mundo. Incluyen 5 géneros Alouatta (monos aulladores), Ateles (monos araña), Brachyteles (muriquís), Lagothrix (monos lanudos) y Oreonax (mono lanudo coliamarillo), que a su vez se dividen en 27 especies existentes.

## Distribución
Los atélidos habitan a lo largo de América Central y del Sur. El género Alouatta (monos aulladores) es el más extendido entre los monos del Nuevo Mundo (platirrinos) y se los encuentra desde el sur de México hasta el norte de Argentina. Los monos araña (Ateles) también se distribuyen en un territorio amplio, desde el sur de México hasta la cuenca del Amazonas, los monos lanudos (Lagothrix) se restringen principalmente a la cuenca del Amazonas, con excepción del  mono lanudo de cola amarilla (Lagothrix flavicauda) que se  restringe a pequeñas áreas de los andes peruanos, mientras las dos especies de muriquís (Brachyteles) se encuentran amenazadas y se restringen a pequeñas áreas de la costa este de Brasil.

## Características
Todas las especies de la familiar son principalmente arbóreas y se los halla exclusivamente en hábitats boscosos. Son los monos del Nuevo Mundo más grandes; su talla corporal oscila entre 38,2 y 68,6 cm en las especies de la subfamilia Atelinae (monos lanudos, monos araña) y entre 55,9 y 91,5 cm en la subfamilia Alouattinae (monos aulladores). La longitud de la cola en todas las especies varía entre 50 y 91 cm aproximadamente y el peso corporal entre 4 y 15 kg. Las dos especies reconocidas del género Brachyteles con un peso promedio de 9,6 kg en los machos y de 8,4 kg en las hembras, son las especies más grandes entre los platirrinos.
En general, los atélidos cuentan con miembros, dedos y colas prensiles largos. Estos rasgos son más notables en los monos araña y muriquís, los cuales se especializan en locomoción braquiadora y suspensoria. Los monos lanudos y aulladores poseen cuerpos más compactos y no son tan ágiles como los monos araña y muriquís. Las especies de monos aulladores (Alouatta) tienen el hueso hioides muy grande, el cual sirve de soporte para emitir sus potentes vocalizaciones.

## Comportamiento
Los atélidos son diurnos y principalmente arbóreos. Se congregan en grupos de entre 3 y 100 individuos, los monos lanudos tienden formar grupos más grandes, de entre 30 a 40 animales, mientras los aulladores se mueven en grupos más pequeños, de entre 3 y 19 individuos. Los machos tienden a permanecer en su grupo natal toda la vida, mientras las hembras e general lo abandonan al alcanzar la madurez sexual. Generalmente no son muy territoriales, sin embargo, se han evidenciado conflictos violentos entre grupos de aulladores. El tamaño del territorio oscila de 10 hectáreas en los aulladores y hasta 900 h en los monos lanudos.
Todas las especies se comunican por medio de vocalizaciones. Los monos aulladores son conocidos por la intensidad y largo alcance de los llamados, los cuales pueden ser percibidos por los humanos a 2 km de distancia. Son principalmente frugívoros, pero también se alimentan de hojas, brotes, flores e insectos; los monos aulladores son los más folívoros.

## Conservación
Las dos especies de muriquís (Brachyteles), el mono lanudo de cola amarilla Oreonax flavicauda, tres especies de aulladores Alouatta y dos subespecies del mono araña de manos negras Ateles geoffroyi se incluyen en el Apéndice I de la CITES. Las especies Alouatta pigra, Ateles marginatus y Brachyteles arachnoides se consideran en peligro de extinción por parte de la UICN, mientras Ateles hybridus, Brachyteles hypoxanthus y Oreonax flavicauda se consideran en peligro crítico de extinción.

## Clasificación
- Familia Atelidae
  - Subfamilia Alouattinae
    - Género Alouatta

  - Subfamilia Atelinae
    - Género Ateles
    - Género Brachyteles
    - Género Lagothrix